# اچ‌ام‌اس دنیدن
اچ‌ام‌اس دنیدن (به انگلیسی: HMS Dunedin) یک زیردریایی بود که طول آن ۴۴۵ فوت (۱۳۶ متر) بود. این زیردریایی در سال ۱۹۱۸ ساخته شد.